# Wow, That's What We Call Music!
Wow, That's What We Call Music! är ett samlingsalbum med pop-, rock- och syntlåtar, utgivet 1984.

## Låtförteckning
| 1. | Radio Ga Ga           | Queen         | 5:47 |
| 2. | It's a Miracle        | Culture Club  | 3:24 |
| 3. | Many Rivers to Cross  | UB40          | 3:48 |
| 4. | Wishful Thinking      | China Crisis  | 4:08 |
| 5. | State of the Nation   | Industry      | 3:38 |
| 6. | Crime of Passion      | Mike Oldfield | 3:38 |
| 7. | Speed Your Love to Me | Simple Minds  | 3:59 |

| 1. | Modern Love                    | David Bowie        | 3:56 |
| 2. | Union of the Snake             | Duran Duran        | 4:19 |
| 3. | (Hey You) The Rock Steady Crew | Rock Steady Crew   | 3:46 |
| 4. | Baby You're Dynamite           | Cliff Richard      | 3:56 |
| 5. | Teaser Japanese                | Gyllene Tider      | 3:28 |
| 6. | Only You                       | The Flying Pickets | 3:20 |
| 7. | Pipes of Peace                 | Paul McCartney     | 3:53 |